# Cliëntsturing
Cliëntsturing is een concept dat vorm krijgt in projecten waaraan patiënten van, meestal, de geestelijke gezondheidszorg kunnen deelnemen. Het dagelijks beleid en de leiding van zo'n project wordt in handen gegeven van een groep cliënten. Het idee van cliëntsturing is in de jaren negentig in de Verenigde Staten in het kader van  rehabilitatie opnieuw leven in geblazen, maar werd in de jaren zestig reeds toegepast in de toen florerende therapeutische gemeenschappen. Anno 2010 staat dit concept weer in de belangstelling bij grote instellingen voor geestelijke gezondheidszorg.